# Wout Iseger
Wouter (Wout) Iseger (Amsterdam, 19 december 1901 – aldaar, datum onbekend) was een Nederlands voetballer.

## Biografie
Wout Iseger was de zoon van Hendricus Jozephius Iseger en Engeltje Altink. Hij trouwde op 31 oktober 1929 met Marianna Geijssen.
Hij speelde van 1924 tot 1928 bij AFC Ajax als links- en rechtsbinnen. Van zijn debuut in het kampioenschap op 7 december 1924 tegen RCH tot zijn laatste wedstrijd op 17 mei 1928 tegen Velocitas speelde Iseger in totaal 45 wedstrijden en scoorde 18 doelpunten in het eerste elftal van Ajax.
In 1928 verhuisde hij naar Haarlem.

## Statistieken
| Club  | Seizoen | Competitie | Competitie | Beker | Beker | Totaal | Totaal |
| Club  | Seizoen | Wed.       | Dlp.       | Wed.  | Dlp.  | Wed.   | Dlp.   |
| ----- | ------- | ---------- | ---------- | ----- | ----- | ------ | ------ |
| Ajax  | 1924/25 | 4          | 1          | 4     | 2     | 8      | 3      |
| Ajax  | 1925/26 | 11         | 6          | 0     | 0     | 11     | 6      |
| Ajax  | 1926/27 | 24         | 11         | 0     | 0     | 24     | 11     |
| Ajax  | 1927/28 | 6          | 0          | 0     | 0     | 6      | 0      |
| Total | Total   | 45         | 18         | 4     | 2     | 49     | 20     |